# Wagyu

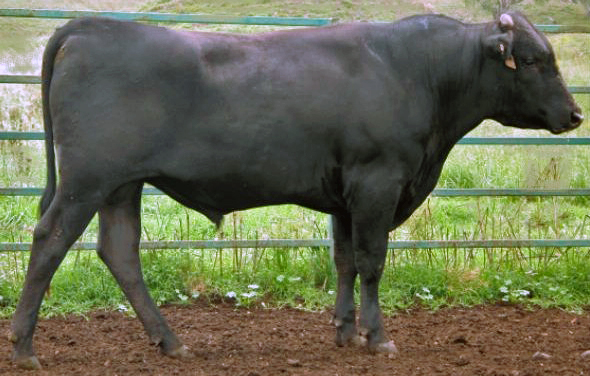
Wagyustier

Wagyu (Japans: 和牛, wagyū) is een van oorsprong Japans runderras, dat bekend is vanwege het zeer exclusieve en smakelijke rundvlees. Wagyuvlees is dan ook erg kostbaar. 
Wa is een Oudjapanse verwijzing naar het land Japan, of naar zaken uit Japan, en met een van de betekenissen van gyu wordt gedoeld op rundvlees "in levende zin", ofwel op vleesvee. Het begrip wagyu is in Japan dan ook een algemene aanduiding.
Er zijn vier soorten wagyu in Japan. Het beroemdst is het Japanse zwarte rund of de zwarte wagyu. Dit verenigt in zijn huidige commerciële vorm zowel de Fujiyoshi-, Kedaka- als Tajiri-lijn, die elk op zich ook beschouwd worden te voldoen aan de fokstandaard van de zwarte wagyu. Het Japanse bruine rund of de bruine wagyu komt voort uit de Kochi- en Kumamoto-lijn. Zowel de zwarte als de bruine wagyu zijn dus geen oude inheemse rassen zoals het mishimarund, maar pas na de Tweede Wereldoorlog door gerichte fok ontstaan uit verschillende – op hun beurt door buitenlandse rassen beïnvloede – lokale bloedlijnen.

## Verkrijgbaarheid van wagyuvlees en -genetica buiten Japan

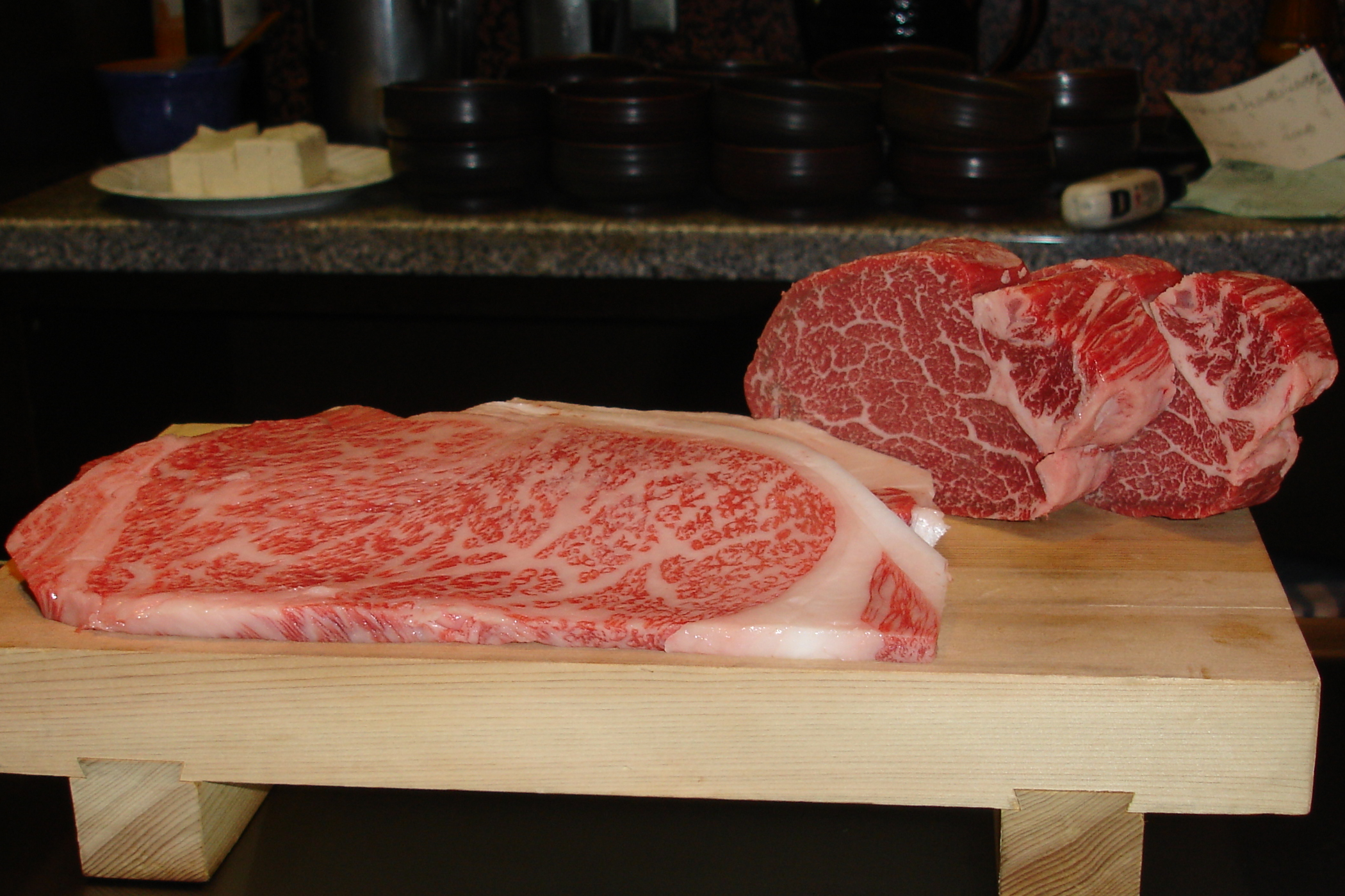
Wagyubiefstuk (Kobe, Japan)

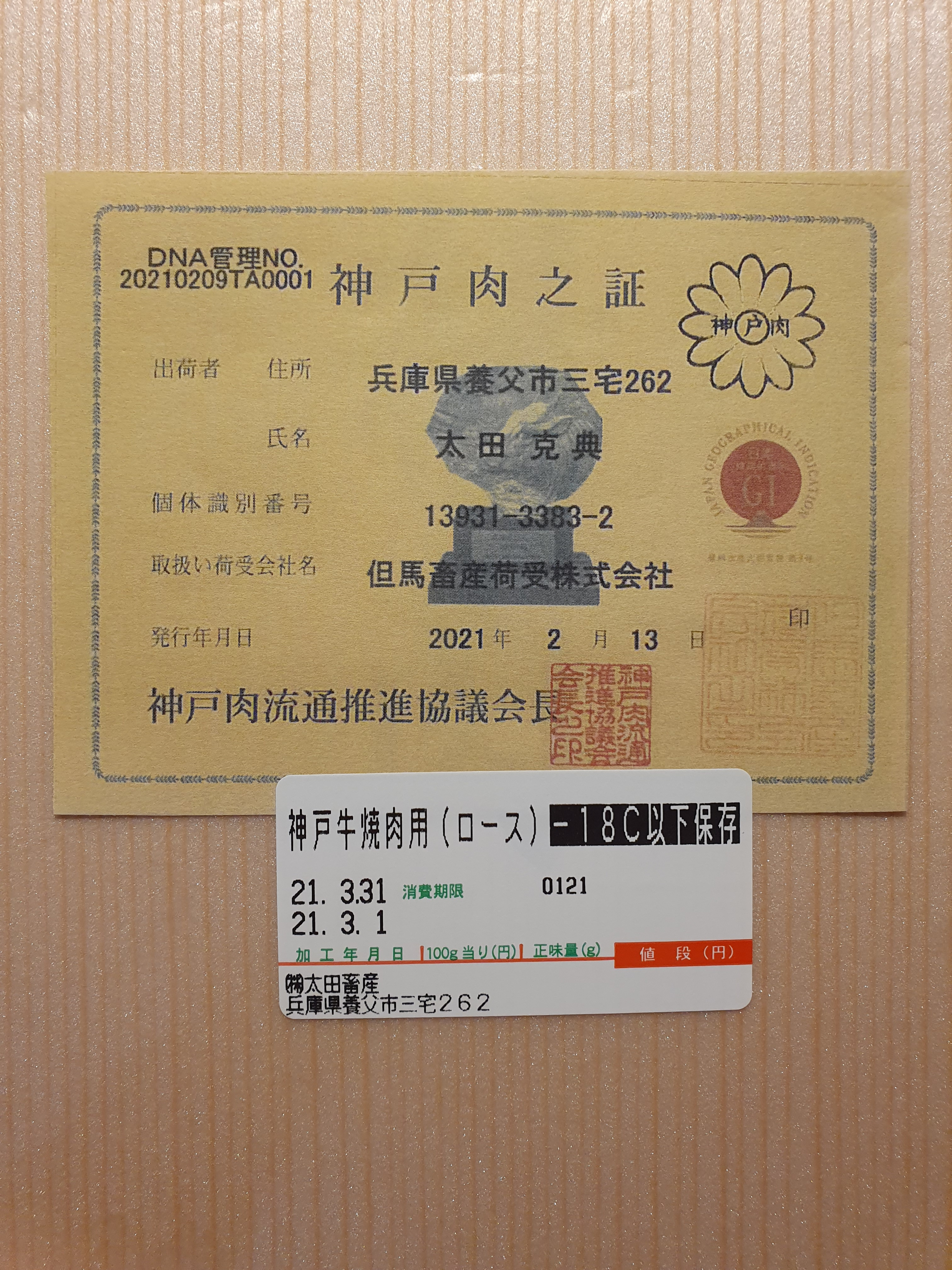
Kobe beef authenticatiecertificaat

Het exporteren van de originele Japanse wagyurunderen was tot 2014 verboden, maar inmiddels is er ook in Europa wagyuvlees te koop uit fokkerijen binnen Japan. In Australië is het sinds 2010 verplicht wagyuvlees te labelen met de mate van raszuiverheid. In Nederland wordt wagyu aangeboden bij een klein aantal fokkerijen.

## Geschiedenis

### Spierkracht en uithoudingsvermogen
De oorsprong van het zwarte wagyurund in Japan gaat terug op dieren die rond de 2e eeuw werden ingevoerd vanaf het Aziatische vasteland. Tot aan de 19e eeuw werd rundvee in Japan niet benut om het vlees of de melk, maar uitsluitend als trek- en lastdier in zowel de landbouw als in de mijn- en bosbouw. Eeuwenlange selectie op spierkracht en uithoudingsvermogen had in met name het westen van Honshu een groot aantal plaatselijke foklijnen doen ontstaan. Het lastig te bereizen bergachtige terrein en de vaak geïsoleerde ligging van menselijke nederzettingen hier, bemoeilijkte genetische uitwisseling tussen lokale fokkudden. Deze kudden – tsuru genoemd – waren vaak uit de nakomelingen van slechts enkele dieren ontstaan en inteelt werd daarom doelbewust toegepast. Het fokken gebeurde door geprivilegieerde bezitters van – in Japan zeer schaarse – weidegrond, die het zich konden veroorloven grotere groepen dieren te huisvesten. Afstammelingen van een beroemde kudde als de Takenotani-tsuru in de prefectuur Okayama brachten al aan het begin van de 19e eeuw hoge bedragen op.

### Westerse invloed
Toen na langdurige isolatie Japan zich onder keizer Meiji (1867-1912) openstelde voor invloeden vanuit het Westen, werd ook het door religie ingegeven verbod op het eten van vlees ingetrokken. Door de overheid werd de introductie van buitenlandse veerassen aangemoedigd, met als doel de kwaliteiten als trekdier binnen de eigen veestapel te verbeteren, en de opbrengst van vlees en melk te verhogen. Aan het op grote schaal inkruisen van voornamelijk Europese rassen kwam echter in 1910 met het instorten van de buitensporig gestegen veeprijzen een einde. Gebleken was dat weliswaar groter vee was ontstaan met een verbeterde melkgift, maar ook dat de bruikbaarheid als arbeidskracht en de vleeskwaliteit sterk waren verminderd. De veestapel werd daarom per decreet opnieuw gesloten voor beïnvloeding van buiten. Slechts op de eilandjes Mishima en Kuchinoshima is het vee van vermenging met buitenlandse rassen gevrijwaard gebleven. Deze runderen vormen daarom authentieke Japanse rassen. Het mishimarund wordt als nationaal erfgoed beschouwd en mag – ook vanwege zijn zeldzaamheid – niet worden geëxporteerd.

### Genetisch gefixeerde bloedlijnen
Na de Eerste Wereldoorlog besloot de Japanse regering het doelgericht fokken met inheems en gemengdbloedig vee van bovengemiddelde kwaliteit te stimuleren. De opzet was het terugfokken en verbeteren van gewaardeerde eigenschappen zoals werklust en vleeskwaliteit, door strenge selectie en het opnieuw gericht toepassen van inteelt. Omdat niet in elke prefectuur dezelfde buitenlandse rassen waren ingefokt, en in dezelfde mate, was de genetische variatie van de veestapel enorm toegenomen. Bij afwezigheid van nationale richtlijnen, ontwikkelden de resultaten van het streven naar verbetering van de veestapel zich daarom sterk streekgebonden. Tussen de per prefectuur georganiseerde fokkers werden bovendien maar nauwelijks dieren uitgewisseld. Hierdoor ontstonden lokaal een groot aantal genetisch gefixeerde bloedlijnen, die werden gekenmerkt door verschillen in bijvoorbeeld grootte en bouw, karakter en vleesopbrengst en -kwaliteit.
Een aantal van de bekendste lijnen waarvoor in deze periode de basis is gelegd, zijn afkomstig uit de regio Chugoku op Honshu, zoals de Fujiyoshi- of Shimane-, de Kedaka- en de Tajiri- of Tajimalijn. De Kochi- en Kumamotolijn zijn afkomstig van respectievelijk de eilanden Shikoku en Kyushu.

### Nationaal stamboek
Met de mechanisatie van de landbouw vanaf de jaren 1950 waren runderen met specifieke kwaliteiten als trek- en lastdier niet langer nodig, en daarom verlegde de aandacht zich naar het fokken van vleesvee. In 1948 was hiertoe een nationaal stamboek opgesteld, en van toen af aan ontstonden er bovenregionale fokprogramma’s waarin verschillende superieure lokale foklijnen werden gecombineerd. Selectie op een zo gunstig mogelijk gemiddelde van de zwakke en sterke kanten van de verschillende lijnen, en het vanaf 1968 systematisch beoordelen van nakomelingen op vleeskwaliteit en -opbrengst, leidde uiteindelijk tot het ontstaan van een viertal belangrijke Wa Gyu.

## Wetenswaardigheden
Een veelgehoorde mythe is dat de malsheid van het wagyuvlees mede wordt verkregen door de runderen te masseren, klassieke muziek te laten beluisteren en wijn te laten drinken. Deze praktijk wordt slechts op enkele boerderijen toegepast en geldt zeker niet voor alle producenten van wagyuvlees. Wel worden voor het wagyuvlees van de zodanig gefokte runderen de hoogste prijzen betaald.  